# Stanisława Przybyszewska
Stanisława Przybyszewska (pronunție în poloneză [staɲiˈswava pʂɨbɨˈʂɛfska]; n. 1 octombrie 1901, Cracovia, Austro-Ungaria – d. 15 august 1935, Danzig, Orașul Liber Danzig) a fost o dramaturgă poloneză cunoscută în special pentru piesele sale despre Revoluția Franceză. Piesa ei din 1929 Cazul Danton (în poloneză Sprawa Dantona), care examinează conflictul dintre Maximilien de Robespierre și Georges Jacques Danton, este considerată una dintre cele mai exemplare lucrări despre Revoluție și a fost ecranizată (deși cu editări ideologice semnificative) de către regizorul polonez Andrzej Wajda în 1983 ca Danton.

## Biografie
Przybyszewska s-a născut ca Stanisława Pająkówna la 1 octombrie 1901, în Cracovia. A fost copilul ilegitim al pictoriței impresioniste Aniela Pająkówna și al scriitorului Stanisław Przybyszewski, acesta din urmă un modernist celebru, unul dintre membrii fondatori ai mișcării Tânără Polonie. Din 1902-1906 a locuit cu mama ei la Liov. Din 1907 până în 1916 a locuit în Europa de Vest. În copilărie, Przybyszewska a călătorit în Europa cu mama ei (la Viena, München, Gries lângă Bolzano și Paris). După ce și-a pierdut mama în 1912 (a murit la Paris de pneumonie), ea și-a schimbat orașul mutându-se la tutorii ei. Inițial, prietenii părinților ei, Wacław și Zofia Moraczewski, au plătit pentru studiile sale, dar din 1914, mătușa lui Stanisława (sora mamei sale) Helena Barlińska a avut grija de fată. De la vârsta de 10 ani până la 15 ani, Przybyszewska a frecventat patru școli diferite în trei țări: Franța (Paris), Elveția (Zürich, 1912-1914) și Austria (Viena și Oberhollabrunn). În Austria a luat lecții de vioară și a început să scrie poezii și povestiri pe care le-a distrus, nemulțumită de propriile realizări.
Din 1916 până în 1919 a studiat la Institutul Profesorilor pentru Femei din Cracovia. Kosicka și Gerould au scris: „...s-a înscris la Institutul Profesorilor, o școală de pregătire foarte apreciată, la care a studiat și mama ei. Cu toate că a fost o elevă remarcabilă, Stanisława a criticat aspru atât modul în care a fost învățată, cât și ceea ce a învățat și s-a considerat autoeducată, deoarece propriile interese au dus-o la studierea științelor exacte, mai ales matematică și astronomie." Ca parte a studiilor sale, a petrecut un an obligatoriu de practică didactică la școala elementară din Nowy Sącz. Și-a promovat examenele cum laude în 1920. În august 1919 și-a întâlnit tatăl pentru prima dată de când a atins vârsta majoratului. Fascinația inițială pentru ideile tatălui său nu a durat mult, iar mai târziu Przybyszewska a criticat foarte aspru operele tatălui ei.
În 1920, cu ajutorul tatălui ei, Stanisława s-a mutat la Poznań, unde a avut legături cu cercul expresionist al revistei Sursa și a studiat muzica la conservator. De asemenea, s-a înscris la un curs de filologie la Universitatea din Poznań precum și cursuri de literatură franceză și engleză (din secolele al XIX-lea și respectiv al XVIII-lea), literatura medievală, istoria filozofiei, limbile spaniolă, latină și greacă.
În 1922, ea s-a mutat la Varșovia și a lucrat ca vânzătoare într-o librărie comunistă; acest lucru, după recentul război polono-sovietic, a dus la arestarea ei timp de o săptămână la Poznań (locul ei oficial de reședință) înainte de a fi eliberată din lipsă de dovezi. Kosicka și Gerould au remarcat că „ea a avut doar un interes teoretic pentru marxism și nu s-a  implicat direct în politică. Stanisława nu a avut niciun prieten de durată în timpul anului ei la Varșovia, dar, ca urmare a încarcerării sale, a devenit obsedată de victimele nedrepte din închisori și ale opresiunii judiciare, de la Robespierre  la Sacco și Vanzetti, un caz din vieții  ei."
În urma căsătoriei sale cu artistul Jan Panieński (din cercul Poznań) Stanisława s-a mutat la Gdańsk, unde Panieński a avut un loc de muncă ca profesor de artă la gimnaziul polonez (tatăl ei a contribuit la crearea școlii). Cuplul a participat la activitățile unui grup local, Prietenii științei și artei. Deși nu a fost o căsătorie din iubire, aceasta s-a dovedit a fi una fericită, pe măsură ce s-au atașat unul de celălalt. Cu toate acestea, nu a durat foarte mult: în noiembrie 1925, în timp ce se afla la o bursă de artă la Paris, Panieński a murit în urma unui stop cardiac.
Următorii zece ani din viața lui Przybyszewska au fost marcați de o izolare și o dedicare crescândă muncii sale. A părăsit Gdańskul doar de câteva ori, una dintre ocazii fiind la înmormântarea tatălui ei în 1927. Acolo și-a întâlnit sora vitregă Iwi Bennet (fiica scriitoarei norvegiene Dagny Juel din Przybyszewski), care i-a devenit, alături de mătușa ei, unul dintre cei mai apropiați prieteni și corespondenți. Între martie 1928 și 9 martie 1929 ea a scris Cazul Danton și, așa cum au remarcat Kosicka și Gerould, „a început să viseze la o carieră europeană, ca Joseph Conrad, ca o modalitate de a depăși izolarea și înstrăinarea ei”. Și-a dedicat mult timp studiului literaturii germane contemporane. Dintre scriitorii polonezi, Stanisława Przybyszewska i-a apreciat pe Joseph Conrad și Juliusz Kaden-Bandrowski și a considerat că Stefan Żeromski a avut un talent uriaș pe care însă nu l-a dezvoltat.
Nu a avut niciun venit financiar stabil: bursa de stat pe care a primit-o în cantități inegale din 1929 până în 1933 nu a fost suficientă pentru a supraviețui, așa că Przybyszewska a depins în mare măsură de sprijinul oferit de Barlińska și Bennet. Ea a locuit în condiții proaste în bărăci din lemn care aparțineau gimnaziului polonez. Suferind de sărăcie și de numeroase boli, medicul său german Paul Ehmke i-a prescris doze crescute de morfină. Kosicka și Gerould au scris: „În ultimele opt luni din viața ei, nu s-a auzit nimic de la Stanisława; toate scrisorile, trimise și netrimise, nu le-a mai scris. A ajuns atât de slabă [...] încât nu mai putea bate la mașină sau ține un stilou. A rămas fără niciun ban, chiar și morfina care a susținut-o atâta timp s-a terminat. La 14 august 1935 în camera ei din Weissen Turm 1, Baraca Nr. 12, Stanisława Przybyszewska a murit singură, cauza oficială a morții fiind declarată tuberculoza."

## Lucrări și teme
Przybyszewska a avut o fixație în privința lui Maximilien Robespierre căruia i-a atribuit, în scrierile sale, o strălucire extraordinară și puteri de prevedere. „Am certitudinea calmă”, i-a scris ea unui prieten, „că îl înțeleg pe Robespierre mai bine decât oricine ale cărui opere sunt cunoscute de mine”. Przybyszewska l-a descris pe Robespierre ca cel care a prezis ascensiunea dezastruoasă a capitalismului. Robespierre a fost figura centrală în ambele piese de teatru ale sale care au supraviețuit, Cazul Danton (Sprawa Dantona, 1929) și o piesă anterioară dar neterminată, Thermidor (1925).

## Recepție și moștenire
Autorul britanic Hilary Mantel a remarcat despre ea că a fost „femeia care a murit pentru Robespierre”. Przybyszewska a lăsat o colecție de scrisori scrise din 1913 până în 1934 în mai multe limbi către editori, prietenii ei și unor scriitori europeni celebri precum Georges Bernanos, Jean Cocteau și Thomas Mann, care au fost publicate în Gdańsk în limbile originale și în poloneză în trei volume, ca Listy (Volumul 1 în 1978, Volumul 2 în 1983 și Volumul 3 în 1985). 
Producția The Danton Case a Royal Shakespeare Company din 1986 a fost o împlinire a visului ei  că într-o zi piesa sa de teatru va fi interpretată la Londra. Această primă montare în limba engleză a fost regizată de Ron Daniels și adaptată de Pam Gems ca The Danton Affair. Una dintre prelegerile BBC, Reith Lectures din 2017, a lui Hilary Mantel pe BBC Radio Four, numită Silence Grips the Town, a avut loc la Anvers și a fost dedicată scriitoarei Przybyszewska. Jolanta Kajzer a descoperit poezie haiku în scrierile Stanisławei Przybyszewska.

## Lucrări publicate
- Ostatnie noce ventôse'a (Ultimele nopți din Ventôse[16]). Cracovia: Wydawnictwo Literackie, 1958.
- Dramaty. Editor Roman Taborski. Gdańsk: Wydawnictwo Morskie, 1975. Traducerea în limba engleză a Danton Case și a Thermidor a fost publicată în 1989 de Northwestern University Press sub numele The Danton Case and Thermidor. Two Plays.
- Listy, vol. 1: Grudzień 1913 - wrzesień 1929 . Editat de Tomasz Lewandowski. Gdańsk: Wydawnictwo Morskie, 1978.
- Listy, vol. 2: Październik 1929 - listopad 1934 . Editat de Tomasz Lewandowski. Gdańsk: Wydawnictwo Morskie, 1983.
- Listy, vol. 3: Grudzień 1927 - październik 1933 . Editat de Tomasz Lewandowski. Gdańsk: Wydawnictwo Morskie, 1985.
- „Kobieca twierdza na lodzie,” în Panek, Sylvia, ed., „Jazgot niewieści” i „męskie kasztele”. Z dziejów sporu o literaturę kobiecą w dwudziestoleciu międzywojennym . Poznań: Wydawnictwo Poznańskiego Towarzystwa Przyjaciół Nauk, 2010, 111-21.
- Cyrograf na własnej skórze i inne opowiadania . Gdańsk: Wydawnictwo słowo / obraz terytoria, 2015.
- Asymptoty. Gdańsk: Wydawnictwo słowo / obraz terytoria, 2018.
- Twórczość Gerarda Gasztowta. Gdańsk: Wydawnictwo słowo / obraz terytoria, 2019.

## Cărți despre Stanisława Przybyszewska
- Lewandowski, Tomasz. Dramat Intelektu: Biografia literacka Stanisławy Przybyszewskiej . Gdańsk: Wydawnictwo Morskie, 1982.
- Janion, Maria și Stanisław Rosiek, eds. Transgresje, vol. 3: Osoby . Gdańsk: Wydawnictwo Morskie, 1984.
- Kosicka, Jadwiga și Daniel Gerould. A Life of Solitude: Stanisława Przybyszewska, a Biographical Study with Selected Letters.  O viață de singurătate: Stanisława Przybyszewska, un studiu biografic cu scrisori alese. Londra: Quartet Books, 1986; Evanston: Northwestern University Press, 1989.
- Graczyk, Ewa. Ćma. O Stanisławie Przybyszewskiej. Warszawa: Wydawnictwo Open, 1994.
- Ingdahl, Kazimiera. O tragedie gnostică: un studiu în estetica și lucrările Stanislawei Przybyszewska. Stockholm: Almqvist & Wiksell International, 1997.